# 장흥 보림사 사천왕상 복장 선종불서
보림사 사천왕상 복장 선종불서(寶林寺 四天王像 腹藏 禪宗佛書)는 전라남도 장흥군 유치면, 보림사에 있는 조선시대의 불서이다. 1998년 8월 20일 전라남도의 유형문화재 제204호로 지정되었다.

## 개요
보림사는 전라남도 장흥군 가지산에 있는 절로, 860년 신라의 승려 체징에 의해 창건되었다. 이 책은 보림사 사천왕상의 배 안에 넣어서 보관하던 유물 가운데 하나이다. 
보림사사천왕상의 배속에 있던 유물 가운데 특징적인 것으로 진언 ·의례불서와 선종불서를 꼽을 수 있다. 진언(범어로 된 긴 절구를 번역하지 않고 그대로 읽거나 외는 일)과 예수재(살아 생전에 미리 수행과 공덕을 닦아 두는 재의식), 수륙재(물이나 육지에 있는 외로운 귀신이나 배고파 굶주리는 아귀에게 공양하는 법회) 등 사찰행사에 관련된 내용을 기록한 책은 모두 90종의 판본으로 가장 많은 수를 보이고 있다. 
참선을 중요한 수행으로 여기는 선종에 관련된 서적은 모두 69종 88책이 발견되었다. 대부분이 사찰에서 이루어지는 교육의 내용을 담고 있는데, 사미(불문에 든 지 얼마 안되어 불법에 미숙한 나이 어린 스님)와 관련된 것이 주종을 이루고 있다.

## 참고 문헌
- 보림사사천왕상복장선종불서 - 국가유산청 국가유산포털